# Noi (roman)
Noi (1920) (titlu original Мы) este o distopie finalizată de Evgheni Zamiatin în 1920. Romanul reprezintă reacția autorului față de experiența personală legată de Revoluția rusă din 1905, Revoluția rusă din 1917, viața lui în suburbia Jesmond din Newcastle și munca din portul Tyne din timpul Primului Război Mondial. Pe malurile râului Tyne a întâlnit el raționalizarea muncii pe scară largă. Zamiatin a fost un inginer naval, de unde trimiterea lui la Newcastle pentru a supraveghea construirea spărgătoarelor de gheață ale marinei imperiale ruse.

## Introducere
Acțiunea romanului Noi se petrece în viitor. D-503 trăiește în Statul Unic, un oraș-națiune construit aproape în întregime din sticlă, care permite poliției secrete/spionilor să supravegheze oamenii mai ușor și să se informeze despre faptele lor. Structura statului este similară conceptului de proiectare al închisorii dezvoltat de Jeremy Bentham, cunoscut sub numele de panoptic. Mai mult, viața este organizată pentru a promova o eficiență productivă maximă a sistemului, în conformitate cu teoriile lui F.W. Taylor. Oamenii mărșăluiesc laolaltă, purtând haine identice și sunt apelați pe baza indicativelor. Masculii au numere impare, precedate de consoane, în timp ce femeile au numere pare, precedate de vocale.

## Intriga
D-503, un matematician, este inginerul șef al proiectului de construire al INTEGRALEI, o navă spațială care va duce "marea roată a logicii" pe alte planete și va ajuta Statul Unic să cucerească sistemul solar, după ce a cucerit lumea. 
Prietena lui D-503 este O-90. Prietenul său, poetul R-13, este angajat să scrie cântece de slavă pentru Stat. 
D-503 o întâlnește pe I-330, o femeie îmbrăcată erotic, care îl provoacă și îl ademenește în loc să se culce cu el într-un mod impersonal. D-503 devine obsedat de I-330. Împreună, participă la o execuție publică și vizitează Casa Veche, remarcabilă prin faptul că este singura clădire opacă a Statului Unic, cu excepția ferestrelor. În ea sunt păstrate obiecte estetice de importanță istorică dezgropate din împrejurimile orașului. 
D-503 începe să viseze noaptea, lucru care îl tulbură, deoarece visele sunt iraționale, fiind considerate un simptom al bolilor mentale. Pas cu pas, I-330 îi dezvăluie lui D-503 că are legături cu MEFI, un grup care complotează pentru răsturnarea conducerii. Prin tuneluri secrete, ea îl duce în lumea de dincolo de Zidul Verde care înconjoară orașul-stat, arătându-i locuitorii lumii exterioare: oameni ale căror trupuri sunt acoperite cu blănuri.
La sfârșitul romanului, D-503 este supus "Marii Operații" (similară unei lobotomii), ordonată de curând pentru întreaga populație a Statului Unic. După operație, D-503 asistă cu seninătate la torturarea și execuția lui I-330. Între timp, revolta MEFI capătă putere; o parte a Zidului Verde a fost distrusă, păsările au început să populeze orașul, iar unii oameni comit acte de rebeliune socială. Romanul se încheie incert; o idee repetată de-a lungul romanului este aceea că nu există o revoluție finală.

## Teme majore

### Societatea distopică
Societatea distopică prezentată în Noi este condusă de Binefăcător, fiind înconjurată de un imens Zid Verde, care separă cetățenii de natura primitivă. Toți cetățenii sunt cunoscuți ca numere și fiecare oră din viața lor este condusă de "Tablele Orare", un precursor al teleecranului din 1984. Ele au fost prefigurate de 'Preceptele Salvării Asigurate' ale vicarului Dewley din nuvela lui Zamiatin Islanders (1916).
Acțiunea din Noi se petrece după Războiul de Două Sute de Ani care a distrus totul, în afara unui procent de "0.2% din populația globului". Războiul s-a purtat pentru o substanță rară nemenționată în carte, dar care ar putea fi petrolul, deoarece toate cunoștințele despre război apar sub forma metaforelor biblice. Se pomenește totuși faptul că războiul a luat sfârșit după folosirea armelor de distrugere în masă, lăsând în urma sa doar Statul Unic, înconjurat de un peisaj post-apocaliptic.

### Totalitarism, comunism și imperialism
Binefăcătorul este echivalentul Fratelui mai Mare, dar, spre deosebire de echivalentul orwelian, existența sa este confirmată când D-503 se întâlnește cu el. D-503 menționează că ar avea 32 de ani, vârsta pe care o avea Zamiatin când a fost la Newcastle. Anual, de Ziua Unanimității, au loc "alegeri", Binefăcătorul fiind reales în unanimitate. Votul este public, așa încât fiecare știe cine votează.
INTEGRALA, nava spațială a Statului Unic, a fost proiectată de D-503 pentru a duce mesajul Statului Unic către restul universului. Acest lucru este deseori considerat o analogie la idealul statului comunist global enunțat de primii marxiști, dar poate fi privit în sens mai larg ca o critică a tendinței tuturor societăților moderne, industriale de a deveni imperii colonizatoare sub girul dezvoltării și civilizării "popoarelor primitive".  În mod fundamental, aceasta a fost o viziune materialistă care a redus lumea la legi și procese fizice care pot fi înțelese și manipulate în scopuri utilitare. Era o viziune a lumii neagreată de Zamiatin, iar Noi duce la cote dramatice conflictul dintre natură/spirit și artificial/ordine.
Rolul poetului/scriitorului, așa cum îl vede Zamiatin, este să fie vocea eretică (sau "Eu") care insistă mereu pe imaginație, mai ales când instituțiile abilitate caută conformitatea și efortul concertat ("Noi") pentru a atinge un scop definit. Zamiatin a fost tulburat de modul în care Partidul considera literatura o unealtă folositoare pentru atingerea scopurilor sale, asistând la compromisuri făcute de confrații scriitori care se aliniau tot mai mult liniei partidului prin intermediul instituțiilor de genul Asociației Ruse a Scriitorilor Proletari sau Uniunea Scriitorilor, din care a demisionat în 1929. Referințele la eforturile oficiale de a coopta talentele literare sunt evidente în Noi. Povestea începe cu D-503 luând decizia de a răspunde cererii Statului Unic adresate tuturor celor cu talent literar să "alcătuiască tratate, poeme, manifeste, ode sau orice alte opere care vor preamări frumusețea și măreția Statului Unic". Aceste contribuții urmează a fi puse la bordul INTEGRALEI ca primă încărcătură, ducând eficiența și non-libertatea către popoarele universului. Înainte de a deveni conștient de problema sufletului, D-503 scrie "Meditații despre poeziei", în care preamărește "mărețul" Institut al Poeților și Scriitorilor.

## Semnificație literară și influențe
Împreună cu Călcâiul de fier a lui Jack London, Noi este considerat în general părintele genului distopic satiric futurist. Romanul duce aspectele totalitariste ale societății industriale moderne la o concluzie extremă, descriind un stat care consideră că liberul arbitru este cauza nefericirii, așa încât viețile cetățenilor trebuie controlate cu precizie matematică, folosind sistemul eficienței industriale creat de Frederick Winslow Taylor.
În Evgenij Zamjatin: An Interpretive Study, Christopher Collins găsește multele aspecte literare intrigante din Noi mai interesante și relevante astăzi decât cele politice: 
(1) O examinare a miturilor și simbolurilor dezvăluie faptul că opera poate fi înțeleasă mai bine ca o dramă interioară a omului modern aflat în conflict decât ca o reprezentare a realității externe dintr-o utopie eșuată. Orașul este asemenea unei mandale populate cu arhetipuri și subiecte ale unui conflict arhetipal. Unii se întreabă dacă Zamiatin cunoștea teoriile contemporanului său C. G. Jung, sau este vorba mai curând de spiritul vremii Europei din acea perioadă. (2) Mare parte din corpul și ideile exprimate în lumea din Noi sunt luate aproape direct din operele lui H. G. Wells, extrem de popularul (pe atunci) apostol al utopiei socialismului științific, ale cărui opere au fost traduse de Zamiatin în rusă. (3) În folosirea culorii și imagisticii, Zamiatin dovedește că a respirat același aer subiectivist ca și Kandinsky și alți pictori expresioniști europeni.
George Orwell a afirmat că Minunata lume nouă a lui Aldous Huxley (1932) trebuie să fi derivat parțial din Noi. Totuși, într-o scrisoare trimisă lui Christopher Collins în 1962, Huxley spunea că a scris Minunata lume nouă ca reacție la utopiile lui H.G. Wells, cu multă vreme înainte de a fi auzit de Noi. Conform spuselor traducătoarei cărții Noi, Natasha Randall, Orwell considera că Huxley minte.
Kurt Vonnegut a declarat că, la scrierea cărții Pianul mecanic (1952) a "folosit cu mult entuziasm acțiunea cărții Minunata lume nouă, a cărei acțiune a folosit cu mult entuziasm cartea lui Evgheni Zamiatin Noi."
Nuvela Anthem (1938) a lui Ayn Rand are câteva similitudini majore cu Noi, deși este diferită din punct de vedere stilistic și tematic.
George Orwell a început 1984 (1949) la circa opt luni după ce a citit Noi în traducerea franțuzească și a scris o recenzie a cărții. Orwell se pare că ar fi "zis că o va folosi ca model pentru următorul roman." Brown scrie că pentru Orwell și câțiva alții, Noi "pare să fi fost acea experiență literară crucială." Shane afirmă că "influența lui Zamiatin asupra lui Orwell este dincolo de orice îndoială". Într-o privire de ansamblu asupra criticii cărții Noi, Russell concluzionează că "1984 are atât de multe elemente comune cu Noi, încât nu încape niciun dubiu cât de mult îi datorează". Totuși, există și o minoritate printre critici care consideră similitudinile dintre Noi și 1984 ca "în întregime superficiale". Mai mult, Russell găsește "că romanul lui Orwell este și mai dezolant și mai de actualitate ca al lui Zamiatin, lipsindu-i în întregime umorul ironic care străbate opera rusului."
În cartea The Right Stuff (1979), Tom Wolfe descrie Noi ca pe un "roman teribil de mohorât al viitorului", care conține o "navă spațială omnipotentă" numită INTEGRALA, a cărei "proiectant este cunoscut doar ca 'D-503, Constructorul INTEGRALEI. - " Wolfe folosește în continuare INTEGRALA ca o metaforă pentru vehiculul spațial sovietic, programul spațial sovietic și Uniunea Sovietică.
Jerome K. Jerome este citat ca una dintre influențele romanului lui Zamiatin. Eseul lui Jerome "The New Utopia" (1891) descrie un oraș și o lume al viitorului organizate, cu un egalitarism de coșmar, în care bărbații și femeile pot fi deosebiți cu greu din cauza uniformelor cenușii ("unif-urile" lui Zamiatin) și a părului scurt, negru (natural sau vopsit). Niciun om nu are nume: femeile poartă numere pare, bărbații impare, la fel ca în Noi. Egalitatea este dusă la un asemenea nivel, încât oamenii cu un fizic bine dezvoltat riscă să li se taie membrele. În mod similar, la Zamiatin se propune egalizarea nasurilor. La Jerome, orice om cu imaginație prea bogată este supus unei operații de nivelare în jos - lucru de o importanță capitală în Noi. Și mai semnificativă este aprecierea atât a lui Jerome, cât și a lui Zamiatin, că individul și, prin extensie, dragostea familială, sunt o forță distrugătoare și umanizantă.
Operele lui Jerome fuseseră traduse în Rusia de trei ori înainte de 1917. Trei într-o barcă este o lectură obligatorie în școlile ruse.

## Istorie
Noi a fost prima operă interzisă de Glavlit, noul birou de cenzură sovietic, în 1921, deși manuscrisul original datează din 1919.
De fapt, o parte importantă din ceea ce stă la baza romanului apăruse în nuvela lui Zamiatin, Islanders, începută la Newcastle în 1916. În nuvelă, Lady Campbell și cetățenii din Jesmond sunt sclavi ai unui regim reprimant. Figura dominantă este a reverendului Dewley, vicar la St Enoch's. Dl. Dewley, cu teribilul său dinte de aur, este autorul 'Preceptelor Salvării Asigurate' în care perioade precise de timp sunt dedicate tuturor activităților. Chiar și nevoile d-nei Dewley sunt îndeplinite în fiecare a treia sâmbătă. Respectabilitatea guvernează, orice semn de imaginație sau originalitate fiind privit cu oroare. Casele sunt identice, copacii sunt așezați în ordinea rodirii, oamenii din Jesmond scriu doar pe hârtie cu linii, o parte a străzii este dedicată albastrului, cealaltă verdelui, scaunele se potrivesc pe semnele făcute pe covor și se discută egalizarea nasurilor oamenilor, la fel ca în Noi.
Poziția literară a lui Zamiatin s-a deteriorat de-a lungul anilor '20, permițându-i-se în cele din urmă să emigreze la Paris în 1931, probabil în urma unei intervenții a lui Maxim Gorki.
Romanul a fost publicat prima dată în engleză în 1924, dar prima apariție pe teritoriul Uniunii Sovietice a trebuit să aștepte până în 1988, când glasnost-ul a făcut acest lucru posibil, la fel ca și pentru 1984 a lui George Orwell. Un an mai târziu, Noi și Minunata lume nouă au fost publicate împreună într-o ediție comună.

## Aluzii și referințe
Mare parte din numele și numerele prezente în Noi constituie aluzii la experiențele personale ale lui Zamiatin, sau la cultură și literatură.
De exemplu, "Auditorium 112" se referă la numărul celulei 112, în care Zamiatin a fost închis de două ori iar numele S-4711 face referire la apa de colonie numărul 4711.
Zamiatin, care a lucrat ca arhitect naval, face referire la specificațiile spărgătorului de gheață St. Alexander Nevsky.
<citat>Numerele [. . .] personajelor principale din NOI sunt preluate direct din specificațiile spărgătorului de gheață preferat al lui Zamiatin, St. Alexander Nevsky, nr. de serie A/W 905, tonaj 3300, de unde apar O-90 și I-330, care îl împart pe nenorocitul D-503 [. . .] Yu-10 poate fi derivat din numărele de serie Swan Hunter a nu mai puțin de trei spărgătoare de gheață majore ale lui Zamiatin - 1012, 1020, 1021 [. . .]. R-13 poate fi găsit tot aici, ca și în numărul de serie al spărgătorului de gheață Sviatogor A/W 904.
</citat>
Există aluzii literare la Dostoievski, în special la Însemnări din subterană și Frații Karamazov, precum și la Biblie.
În Noi există multe comparații cu Biblia, în primul rând cu capitolele 1-4 din Geneza, Statul Unic fiind considerat Raiul, D-503 este Adam, iar I-330 este Eva. Șarpele acestei povești este S-4711, descris ca având o formă îndoită și răsucită, cu un "trup cu două curbe" (el este agent dublu). Referințele la Mefisto (din MEFI) sunt văzute ca aluzii la Satan și la revolta sa împotriva Raiului din Biblie. Romanul însuși poate fi considerat o critică a religiei organizate, în conformitate cu această interpretare. Totuși, părând a păstra linia lui Dostoievski, Zamiatin a făcut din roman o critică a exceselor unei societăți deterministe, atee.
Romanul folosește în mod simbolic conceptele matematice. Nava spațială a cărei construcție e supervizată de D-503 se numește INTEGRALA, el sperând ca ea să "integreze grandioasa ecuație cosmică". D-503 menționează că este profund tulburat de conceptul rădăcinii pătrate a lui -1 - baza numerelor imaginare (imaginația fiind dezaprobată de Statul Unic). Punctul de vedere al lui Zamiatin, probabil în lumina dogmatismului crescând al guvernului sovietic din acea perioadă, pare a fi că este imposibil să se înlăture toți cei care se revoltă împotriva unui sistem, spunând asta și prin intermediul lui I-330: "Nu există o revoluție finală. Revoluțiile sunt infinite."

## Traduceri în română
- 1991, Inna Cristea, Editura Humanitas, Colecția Totalitarism și literatura estului
- 1998, Mihai Maxim, Editura Paideia, Colecția Literaturi
- 2005, Cornelia Topala, Editura Leda, Colecția Galeria fantastică
- 2007,  Dan Ciobanu, Editura Univers, Colecția Cotidianul
- 2014, Inna Cristea, Editura Polirom, Colecția Top 10+